# Andrew Buchan
Andrew Buchan (* 19. Februar 1979 in Stockport, England) ist ein britischer Schauspieler.

## Leben
Andrew Buchan wuchs im Boltoner Stadtteil Lostock auf und besuchte die Highschool in Horwich. Vor seiner Schauspielkarriere übte er zuerst eine Reihe anderer Berufe aus und arbeitete unter anderem in einem Freizeitpark und am Manchester Airport. 2001 schloss er die University of Durham mit einem erfolgreichen Grad im Bereich Sprachen ab. Anschließend besuchte er die Royal Academy of Dramatic Art.
Als Schauspieler ist er sowohl im Bereich der Bühne und des Fernsehens aktiv. 2005 trat er in der Rolle des Mercutio im Theaterstück Romeo und Julia am Theater von Manchester auf.  Seine Fernsehkarriere begann 2006, als er in der Serie Jane Eyre als St. John Rivers in einer Folge auftrat. 2007 spielte er in der achtteiligen Fernsehproduktion Party Animals eine der Hauptrollen. Im gleichen Jahr war er auch in der Besetzungsliste der Dramaserie Cranford mit einbezogen und war an der Seite von bekannten Stars wie Judi Dench, Imelda Staunton und Eileen Atkins zu sehen.
Von 2008 bis 2009 spielte er in der ITV-Serie The Fixer die Hauptrolle des John Mercer. Im selben Jahr übernahm er auch eine Nebenrolle in der Filmbiografie Nowhere Boy, welche die Lebensgeschichte von John Lennon beschreibt. Ebenfalls 2009 spielte er in der vierteiligen BBC-Serie Garrow’s Law die Hauptrolle des historischen Politikers William Garrow. 2011 spielte er in der deutsch-britischen Koproduktion Laconia, die den Untergang des gleichnamigen Schiffes beschreibt, eine der Hauptrollen. Eine weitere Hauptrolle (Mark Latimer) wurde in der ITV-Serie Broadchurch mit Buchan besetzt. In der dritten und vierten Staffel der Netflix-Serie The Crown verkörpert er Andrew Parker Bowles, den ersten Ehemann von Camilla, Duchess of Cornwall.

## Filmografie (Auswahl)
- 2006: Nur über ihre Leiche (If I Had You)
- 2006: Jane Eyre
- 2007: Party Animals (Fernsehserie, 8 Folgen)
- 2007: The Deaths of Ian Stone
- 2007: The Whistleblowers
- 2007–2009: Cranford (Fernsehserie, 6 Folgen)
- 2008: Bones – Die Knochenjägerin (Bones, Fernsehserie, Doppelfolge 4.01–4.02)
- 2008–2009: The Fixer (Fernsehserie, 12 Folgen)
- 2009–2011: Garrow’s Law (Fernsehserie, 12 Folgen)
- 2009: Nowhere Boy
- 2010: Abroad (Fernsehfilm)
- 2010: Coming Up (Fernsehserie, Folge 8.06)
- 2010: Die Weihnachtsgeschichte – Das größte Wunder aller Zeiten (The Nativity, Miniserie)
- 2011: Laconia (The Sinking of the Laconia)
- 2013–2017: Broadchurch (Fernsehserie, 24 Folgen)
- 2013: Mr. May und das Flüstern der Ewigkeit (Still Life)
- 2014: The Honourable Woman (Fernsehserie, 7 Folgen)
- 2017: Vor uns das Meer (The Mercy)
- 2017: Alles Geld der Welt (All the Money in the World)
- 2018: Intrigo – Samaria
- 2019: The Spanish Princess (Fernsehserie, 2 Staffeln)
- 2019: The Crown (Fernsehserie, Folge 3.08)
- 2019: Baghdad in my Shadow
- 2019: Die Morde des Herrn ABC (The ABC Murders)
- 2020: Alex Rider (Fernsehserie, 2 Folgen)
- 2020–2022: Industry (Fernsehserie, 6 Folgen)
- 2023: Carnival Row
- 2024: Apartment 7A
- 2024: Black Doves (Fernsehserie, 6 Folgen)